# It's On
It's On è un singolo della cantante statunitense Bebe Rexha, pubblicato l'8 dicembre 2023 dalla MDLBEAST Records come inno ufficiale della Coppa del mondo per club FIFA 2023 che si è svolta in Arabia Saudita.

## Descrizione
It's On è un brano pop composto in chiave di Do maggiore con un tempo di 119 battiti per minuto. È stato scritto dalla stessa cantante con la collaborazione di RedOne, Pat Devine e Sean Douglas, ed è stato prodotto da RedOne, Katara Studios e Dāw production house.
In merito alla pubblicazione del brano, Rexha ha detto: "Creare una canzone per FIFA quest'anno è stata un'incredibile opportunità, unica nella vita, e sono così entusiasta che i fan possano ascoltare il pezzo come inno mentre viene suonato durante la Coppa del mondo per club FIFA". RedOne, che ne ha curato la produzione, ha aggiunto: "Volevamo davvero includere alcuni suoni e vocalizzi autentici della regione [...] per unire il mondo come solo il calcio può fare".

## Video musicale
Il videoclip, diretto da Alexander Wessely, è stato pubblicato sul canale YouTube di FIFA il 13 dicembre 2024.

## Tracce
Download digitale
1. It's On – 2:54